# Liste von Kriegsgräberstätten in Schleswig-Holstein
Die Liste von Kriegsgräberstätten in Schleswig-Holstein benennt Kriegsgräberstätten in Schleswig-Holstein, Bundesrepublik Deutschland, ohne Anspruch auf Vollständigkeit.

## Liste
| Bezeichnung                                                          | Ortschaft | Beschreibung | Foto                                  |
| -------------------------------------------------------------------- | --- | --- | ------------------------------------- |
| Ehrenfriedhof am Haddebyer Noor                                      | Fahrdorf. An der Bundesstraße 76 direkt am Haddebyer Noor. | Auf einer Fläche von 13.000 m² ruhen in fünf Feldern 1.074 Kriegstote. Der Ehrenfriedhof wurde 1962 geweiht. |                                       |
| Ehrenfriedhof für die Toten der Cap Arcona- und Thielbek-Katastrophe | Haffkrug. Ausgehend von der Seebrücke Haffkrug über die Bahnhofstraße, den Bahnhof Haffkrug liegt der Parkplatz des Friedhofs unmittelbar nach der Autobahnausfahrt 15 (Eutin). | Der Ehrenfriedhof von Scharbeutz ist mit 1128 Opfern der größte der Cap-Arcona-Friedhöfe. Siehe Cap Arcona (Schiff, 1927)#Friedhöfe rund um die Lübecker Bucht |                                       |
| Deutsche Kriegsgräberstätte Vorwerker Friedhof                       | Lübeck. Auf dem Vorwerker Friedhof an der Friedhofsallee, Ausgangspunkt für verstreute Gräberfelder: Eingang 2, Kapelle 1                                                       | Mehrere Gräberfelder von Soldaten des Ersten und Zweiten Weltkriegs sowie von Bombenopfern und Vertriebenen. |                                       |
| Alter Friedhof Mölln                                                 | Mölln, Kreis Herzogtum-Lauenburg | Auf dem Alten Friedhof in Mölln befindet sich sowohl eine Anlage für den Zweiten sowie für den Ersten Weltkrieg. Einige Soldaten des Ersten Weltkrieges wurden in privaten Gräbern der Familien beigesetzt. Darüber hinaus finden sich auch die Gräber russischer Gefangener sowie Kinder von Zwangsarbeiterinnen.                                 | Mehr Bilder...                        |
| Niederländische Kriegsgräberstätte Lübeck                            | Lübeck. Auf dem Vorwerker Friedhof an der Friedhofsallee, vom Eingang 3 aus in Block 37 in der Nähe des Fackenburger Landgrabens.                                               | Niederländische Tote aus Schleswig-Holstein und Berlin, die in Konzentrationslagern, durch NS-Zwangsarbeit und beim sogenannten Arbeitseinsatz im Zweiten Weltkrieg starben |                                       |
| Sowjetische Kriegsgräberstätte Lübeck                                | Lübeck. Auf dem Vorwerker Friedhof an der Friedhofsallee, in direkter Nähe des Eingangs 3 in Block 32                                                                           | Sowjetische Kriegsopfer des Zweiten Weltkriegs in Lübeck | Sowjetische Kriegsgräberstätte Lübeck |
| Ehrenfriedhof Lübeck                                                 | Lübeck. An der Travemünder Allee in Höhe der Kreuzung Sandberg/Heiliger-Geist-Kamp und gegenüber dem Burgtorfriedhof                                                            | Gefallene des Ersten und Zweiten Weltkriegs, Lübecker Bombenopfer des Zweiten Weltkriegs |                                       |
| Ehrenfriedhof Cap Arcona                                             | Neustadt in Holstein. Östlich der Innenstadt von Neustadt (Holstein) direkt an der Lübecker Bucht / Ostsee                                                                      | Hier ruhen 621 Opfer des Untergangs der Cap Arcona und der Thielbek am 3. Mai 1945. Die nach dem Untergang der Schiffe bei Neustadt angespülten Toten wurden zunächst in Einzel- oder Massengräbern – meist in Strandnähe – bestattet. 1948 wurde der Ehrenfriedhof angelegt. Siehe Cap Arcona (Schiff, 1927)#Friedhöfe rund um die Lübecker Bucht |                                       |